# Reizi
Reizi, född 950, död 1011, var regerande kejsare av Japan mellan 967 och 969.